# Söderhöjdskyrkan

Söderhöjdskyrkan, tidigare Ebeneserkyrkan, är en frikyrka ansluten till Evangeliska Frikyrkan belägen i hörnet Brännkyrkagatan 31 och Blecktornsgränd i kvarteret Ormen mindre på Södermalm i Stockholm. Byggnaden har av Stadsmuseet i Stockholm blivit grönmärkt, vilket betyder "särskilt värdefull från historisk, kulturhistorisk, miljömässig eller konstnärlig synpunkt".

## Historik
Ebeneserförsamlingen grundades 1883 som Stockholms tredje baptistförsamling. Finansieringen av bygget skedde genom insamlingar och bidrag från byggmästaren Fredlund och bokförläggaren Per Palmqvist. Den uppfördes 1885-1886 efter ritningar av arkitekten Anders Gustaf Forsberg för Ebeneserförsamlingen. Kyrkobyggnaden invigdes den 19 december 1886. År 1905 hade medlemsantalet ökat från 48 (1883) till cirka 500. Inom församlingen fanns många föreningar, bland annat för kvinnor, barn, körverksamhet och socialt hjälparbete.

## Byggnaden
Forsberg gav byggnaden en kraftfull gavelarkitektur, inspirerad av renässansens stil. Byggnaden har en gulgråputsad fasad i två plan och ligger på en hörntomt med långsidan mot Brännkyrkagatan. Gaveln mot Blecktornsgränd har två ingångar och rika fönsterutsmyckningar. Invändigt dekorerades kyrkorummet ursprungligen med målningar av baptistmålaren Berndt Sörenson. Emporen bärs upp av gjutjärnskolonner som avslutas med akantuskapitäl.
I slutet av 1960-talet tog Stockholm stad beslut om att kvarteren på Mariaberget östra där kyrkan ligger skulle bevaras (se Söder 67). Den då slitna kyrkobyggnaden renoverades och byggdes om. Bland annat gjordes moderniseringar och handikappanpassningar. 

## Söderhöjdskyrkan tar över
Söderhöjdskyrkan är en kristen församling som grundades 1985. År 1993 förvärvade församlingen den före detta Ebeneserkyrkan på Södermalm. 2012 hade församlingen ungefär 200 medlemmar varav cirka två tredjedelar är under 40 år. Den tidigare fasta bänkinredningen togs bort och ersattes med lösa bord och stolar. Kyrksalen används i huvudsak för gudstjänster, främst lördagar och söndagar. Kvällstid sker här körövningar, musikrepetitioner, ungdomssamlingar och liknande. Till kyrkan hör en mindre lägenhet som framförallt används som kontor.

## Interiörbilder

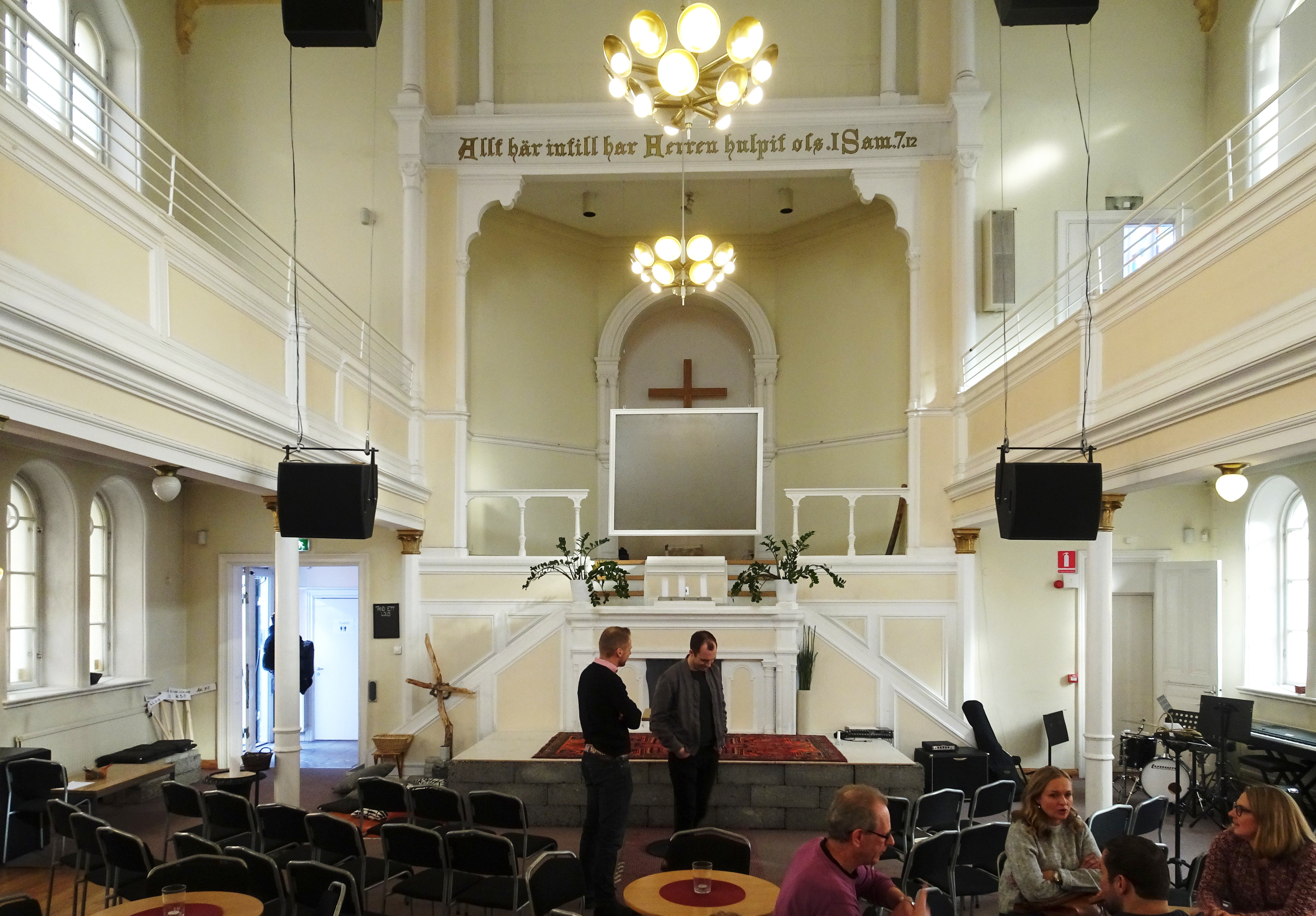
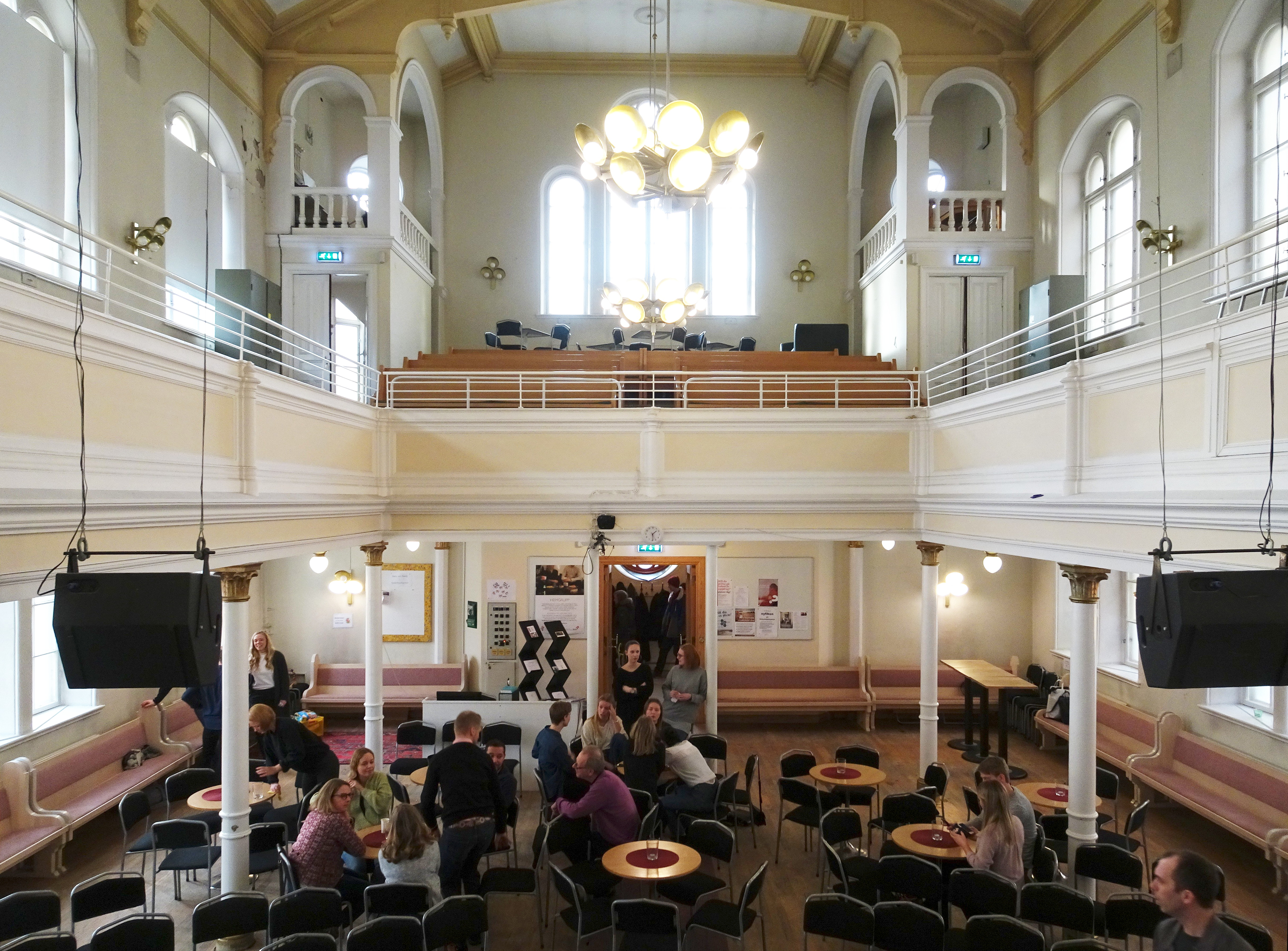
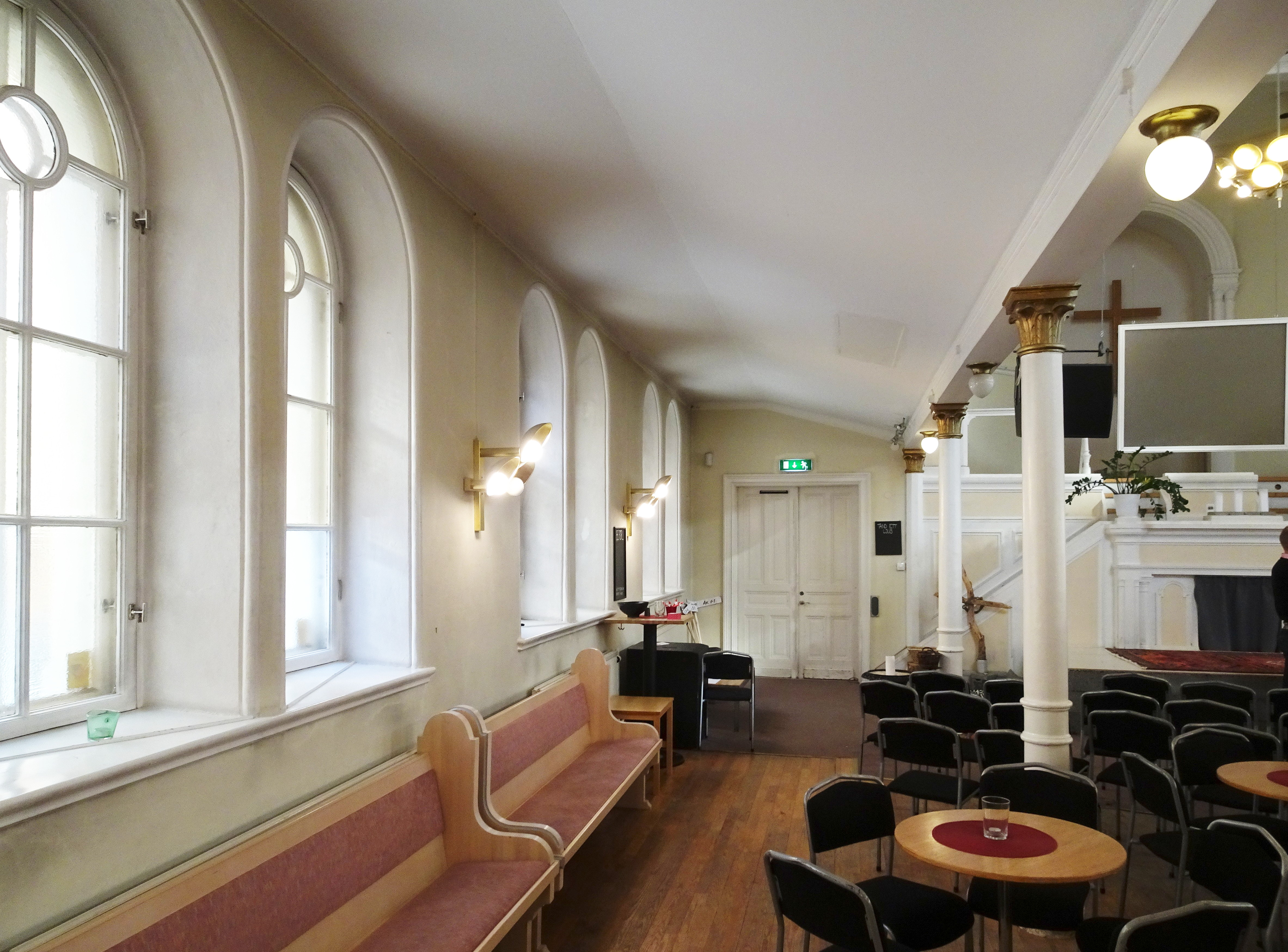
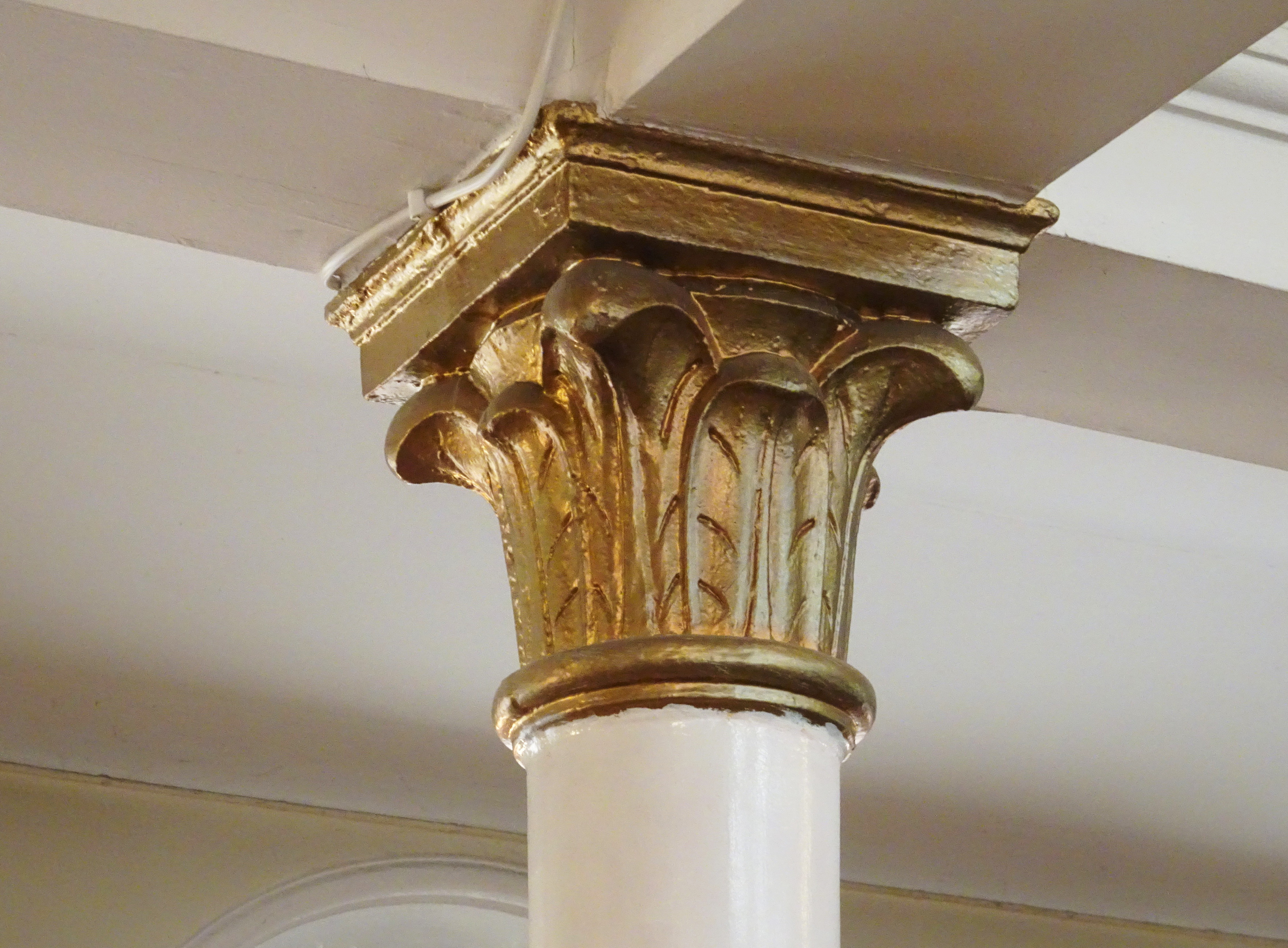